# Beatrix von Wolhusen
Beatrix von Wolhusen, née vers 1308 et morte le 16 juillet 1398 à Zurich est une abbesse suisse. Elle dirige l'abbaye du Fraumünster, et, de fait, Zurich, pendant 40 ans, de 1358 à sa mort.

## Biographie
Beatrix von Wolhusen naît vers 1308. Son père est prénommé Walter. Elle a un frère prénommé Peter (de), futur abbé de l'abbaye territoriale d'Einsiedeln.
Elle se présente à l'élection de 1340 pour succéder à la précédente abbesse du Fraumünster, mais échoue face à sa rivale, Fides von Klingen. Cette élection est très controversée et doit être tranchée par un arbitre envoyé par l'empereur Louis IV.
Elle remporte l'élection suivante, en 1358, et occupe le rang d'abbesse du Fraumünster jusqu'à sa mort, ainsi que le rang de princesse impériale et de dirigeante de la cité. C'est en ces qualités qu'elle est la personne signant les chartes officielles de la cité, en 1373 et 1393. Elle certifie les actes municipaux, comme les ventes et les achats de terre. En 1373, chargée de la collecte d'une taxe pour financer une croisade, elle envoie 50 florins d'or à Constance sous le contrôle de son intendant, Heinrich Martini von Walse, mais il est brigandé sur la route.
Sa gestion de la cité est marquée par le fait que le conseil cherche à s'affranchir de sa tutelle, et qu'une lutte de pouvoir les oppose. Elle finit par perdre ce conflit, en 1397, le conseil décidant de restreindre ses compétences et de lui adjoindre trois administrateurs.